# Trgovska ulica, Trst
Trgovska ulica (italijansko Via Commerciale), tudi Tramvajska ulica (Via della Tramvia), je ena najdaljših ulic v Trstu in ena od velikih tržaških vpadnic.
Prečka mestne predele oz. četrti: Škorklja, Kolonja, Ferlugi, Bani in Opčine.

## Ime
Ime je dobila zaradi gostega tovornega prometa med starim tržaškim pristaniščem in Dunajem; zaradi intenzivne uporabe v letih Avstro-Ogrske (1867-1918).

## Zgodovina
Cesta je bila zgrajena v srednjem veku po isti trasi kot danes. Po prvi svetovni vojni je bila cesta asfaltirana.

## Pot
Cesta se začne na Trgu Alberta in Kathleen Casali, kjer poteka ob openski tramvajski progi do Tramvajskega vzpona. Cesta se nadaljuje in vzpenja v severovzhodni smeri, dokler ne doseže največjega naklona 16,2 %. Nato poteka pod igriščem v Kolonji, kjer se sreča s tiri openskega tramvaja. Nadaljuje se mimo majhne Cerkve Marije Kraljice miru in prečka vzpon za Ferluge.

Cesta se nadaljuje mimo tirov, ki jo zapustijo na edinem cestnem ovinku, tik preden se priključi na cesto Trst-Opčine.